# Raj Kumar Dorendra Singh
Raj Kumar Dorendra Singh (Bengali: রাজকুমার দোরেন্দ্র সিংহ; * 30. September 1934 in Imphal, Manipur; † 30. März 2018 ebenda) war ein indischer Politiker des Indischen Nationalkongresses (INC), der von 1974 bis 1977, 1980 sowie zwischen 1992 und 1993 Chief Minister von Manipur war. Er war zudem zwischen 1988 und 1990 Mitglied der Rajya Sabha, des Oberhauses des Parlaments (Bhāratīya Sansad).

## Leben
Raj Kumar Dorendra Singh, Sohn von R. K. Tombisana Singh, absolvierte ein Studium, welches er mit einem Master of Arts (M.A.). Ein Studium der Rechtswissenschaften schloss er mit einem Bachelor of Laws (LL.B.) ab. Er war zunächst Mitglied der Manipur Socialist Party und für diese zwischen 1961 und 1965 Mitglied der Legislativversammlung (Vidhan Sabha), des Unterhauses des Parlaments des Bundesstaates Manipur. Er war zugleich von 1961 bis 1965 Speaker und damit Präsident der Legislativversammlung sowie zwischen 1964 und 1966 Generalsekretär der Manipur Socialist Party. Später wechselte er zum Indischen Nationalkongress (INC) und war für diesen von 1974 bis 1988 erneut Mitglied der Legislativversammlung.
Als Nachfolger von Yangmasho Shaiza von der Manipur Hills Union wurde R. K. Dorendra Singh am 6. Dezember 1974 erstmals Chief Minister von Manipur und bekleidete dieses Amt bis zum 15. Mai 1977, woraufhin eine Präsidialregierung (President’s rule) zur Verwaltung des Bundesstaates eingerichtet wurde. Er war daraufhin zwischen 1978 und 1980 Präsident des Indian National Congress-Indira in Manipur, einem nach Indira Gandhi benannten Flügel innerhalb des INC. Nach Beendigung einer neuerlichen President’s rule wurde er am 14. Januar 1980 zum zweiten Mal Chief Minister von Manipur und übte dieses Amt nunmehr bis zu seiner Ablösung am 26. November 1980 durch Rishang Keishing aus, der ebenfalls dem Indian National Congress-Indira angehörte.
Am 20. September 1988 wurde Singh für den INC Mitglied der Rajya Sabha, des Oberhauses des Parlaments (Bhāratīya Sansad), und gehörte dieser als Vertreter des Bundesstaates Manipur bis zum 12. März 1990 an. Nach Beendigung einer neuerlichen President’s rule übernahm er am 8. April 1992 zum dritten Mal den Posten des Chief Minister von Manipur und hatte diese Funktion nunmehr bis zum 10. April 1993 inne, woraufhin Dasarath Deb von der Communist Party of India ihn ablöste.
Aus seiner Ehe mit S. Shanta Devi gingen drei Söhne und zwei Töchter hervor.

## Hintergrundliteratur
- L. Memo Singh, Maheshsana Rajkumar: The political monument. Footfalls of Manipuri history, 2021, ISBN 978-9-3904-3-4732